# بلک‌بری سیتی (ویرجینیای غربی)
بلک‌بری سیتی (به انگلیسی: Blackberry City) یک منطقهٔ مسکونی در ایالات متحده آمریکا است که در شهرستان مینگو، ویرجینیای غربی واقع شده‌است. بلک‌بری سیتی ۲۳۲٫۸۷ متر بالاتر از سطح دریا واقع شده‌است.